# Оберучев Костянтин Михайлович
Костянти́н Миха́йлович Оберу́чев (1865—1929) — військовий і політичний діяч, командувач Київського військового округу в 1917 році.

## Біографічні відомості
Костянтин Оберучев народився в 1865 році. У 1884 році закінчив Михайлівське артилерійське училище, Михайлівську артилерійську академію в Санкт-Петербурзі. Служив на Київському артилерійському полігоні, з 1906 — полковник, командир артилерійської бригади. За участь у революційному русі військовослужбовців Київського гарнізону під час революції 1905-07 рр. був відданий під суд, позбавлений чину, емігрував до Швейцарії.
Після Лютневої революції поновлений на службі, повернувся до Києва. Тимчасовий уряд призначив його спочатку комісаром, а в травні 1917 — командувачем Київського військового округу. Оберучев належав до партії есерів. Друкувався в часописі «Киевская старина». Свого часу він мав певні українські симпатії, але на посаді командувача КВО завзято виступав проти створення національних військових частин — українських і чехо-словацьких, користувався, за словами Володимира Винниченка, репутацією «хворобливо-роздратованого, істерично лютого ворога українства».
Влітку 1917 року брав участь у придушенні виступу полуботківців. У вересні того ж року входив до Особливого комітету охорони революції. У середині жовтня 1917 року, після чергового конфлікту з Українським Генеральним Військовим Комітетом, подав у відставку. Після Жовтневого перевороту емігрував. Помер у 1929 році в США.
Автор книги спогадів «В дни революции», де висвітив революційні події 1917 року в Києві.